# 1576 a tudományban
Az 1576. év a tudományban és a technikában.

## Felfedezések
- A sarkkutatás kezdete.
- Martin Frobisher felfedezi a róla elnevezett öblöt és a Baffin-szigetet.
- a norvégiai Fredrikstad alapítása

## Születések
- Bánffihunyadi János - híres alkimista
- Santino Solari, olasz építész

## Halálozások
- Gerolamo Cardano matematikus és orvos (* 1501)
- Aloysius Lilius, olasz orvos és csillagász